# Итомља
Итомља (рус. Итомля) река је у европском делу Русије која протиче преко територија Старичког и Ржевског рејона Тверске области.
Лева је притока реке Волге и део басена Каспијског језера. Укупна дужина водотока је 57 km, а површина сливног подручја око 321 km².
Највеће насеље које лежи на њеним обалама је село Итомља које се налази на око 30 km северно од града Ржева. У селу живи око 350 становника. Најважнија притока је река Јасменка (дужине тока од 12 km).